# Hoefijzermodel

Extreemlinks en -rechts worden op resp. de linker- en rechteruiteinden van het hoefijzer geplaatst, die relatief dicht bij elkaar liggen.

Het hoefijzermodel is een model van het politieke spectrum waarin de gebruikelijke twee uitersten, uiterst links en uiterst rechts, dichter bij elkaar geplaatst worden dan hun gematigde varianten (wat als uitersten of gematigd geldt is afhankelijk van de context). Het spectrum is in dit model geen rechte lijn van links naar rechts, maar een open cirkel die aan een hoefijzer doet denken. Door dit model te hanteren presenteert men doorgaans het politieke midden als rationeel en afgewogen, de uitersten daarentegen als emotioneel en gedreven door onderbuikgevoelens.
Het hoefijzermodel is een twintigste-eeuwse vinding die voortkomt uit het Amerikaanse politieke denken. In Nederland wordt het onder anderen gehanteerd door Dick Pels.

## Kritieken
De hoefijzertheorie geniet weinig bijval in academische kringen; onderzoek door politicologen over dit onderwerp is schaars en bestaande studies spreken de centrale uitgangspunten over het algemeen tegen.
Chip Berlet heeft de theorie  bijvoorbeeld als een oversimplificatie van politieke ideologieën gekarateriseerd die fundamentele verschillen daartussen negeert.
Ook empirisch onderzoek suggereert eerder dat er verschillen dan overeenkomsten zijn.
Ver voordat er academische aandacht voor was schreef Trotsky in 1936:
Karakteristiek voor dit aan elkaar koppelen en vergelijken is dat men er iets volkomen bij vergeet, namelijk de materiële grondslag van de verschillende stromingen, d.w.z. hun klassennatuur en daarbij hun objectieve historische rol.
In plaats daarvan beoordelen en classificeren zij de verschillende stromingen naar een of ander uiterlijk kenmerk van de tweede rang, meestal naar hun verhouding tot een of ander abstract principe dat voor de betreffende criticus een bijzondere waarde bezit. Zo zijn voor de roomse paus de vrijmetselaars, darwinisten, marxisten en anarchisten tweelingen, omdat zij als ketters de Onbevlekte Ontvangenis loochenen. Voor Hitler zijn liberalisme en marxisme tweelingen, omdat zij niets van ‘bloed en eer’ willen weten. Voor een democraat zijn fascisme en bolsjewisme dubbelgangers, want zij buigen niet voor het algemeen kiesrecht. Enzovoort.
extreemlinks · radicaal-links · links · centrum · rechts · radicaal-rechts · extreemrechts 

confessionalisme · christendemocratie · conservatisme · neoconservatisme · paleoconservatisme · islamisme

liberalisme · klassiek liberalisme · economisch liberalisme · conservatief-liberalisme · progressief liberalisme · neoliberalisme · libertarisme · groenliberalisme · geoïsme

anarchisme · syndicalisme · feminisme · ecologisme · ecofascisme · agrarisme · progressivisme 

marxisme · communisme · trotskisme · leninisme · stalinisme · maoïsme · socialisme · sociaaldemocratie · communitarisme

populisme · fortuynisme · solidarisme · nationalisme · linksnationalisme · fascisme · nationaalsocialisme